# Pristimantis padrecarlosi
Pristimantis padrecarlosi es una especie de anfibio anuro de la familia Craugastoridae.

## Distribución geográfica
Esta especie es endémica del departamento de Santander en Colombia. Se encuentra en los municipios de Floridablanca y Tona entre los 1500 y 1900 m sobre el nivel del mar en la Cordillera Oriental.

## Etimología
Esta especie lleva el nombre en honor del padre Carlos Fernando Duarte Ribeiro.

## Publicación original
- Mueses-Cisneros, 2006: A new species of Eleutherodactylus (Amphibia: Anura: Brachycephalidae) from the western flank of the Cordillera Oriental of Colombia. Zootaxa, n.º 1271, p. 29-35.[4]